# 24 luglio
Il 24 luglio è il 205º giorno del calendario gregoriano (il 206º negli anni bisestili). Mancano 160 giorni alla fine dell'anno.

## Eventi
- 1132 – Battaglia di Nocera: una vasta coalizione sconfigge Ruggero II;
- 1567 – Maria Stuarda, regina di Scozia, viene deposta;
- 1654 – Terremoto di Sora: gravi danni e centinaia di vittime fra il Regno di Napoli e lo Stato della Chiesa;
- 1701 – Fondazione della città di Detroit (Michigan);
- 1814 – Guerra del 1812: il generale Phineas Riall avanza verso il Niagara per fermare gli invasori americani di Jacob Brown;
- 1847 – Dopo 17 mesi di viaggio, Brigham Young guida 148 pionieri Mormoni nella Salt Lake Valley, nella quale verrà fondata Salt Lake City;
- 1864 – Guerra di secessione americana, battaglia di Kernstown: il generale confederato Jubal Early sconfigge le truppe unioniste del generale George Crook nel tentativo di tenerle fuori dalla Shenandoah Valley;
- 1866 – Il Tennessee diventa il primo Stato confederato a essere riammesso nell'Unione dopo la fine della guerra di secessione americana;
- 1908 – Il maratoneta Dorando Pietri, stremato dalla fatica, taglia per primo il traguardo della maratona alle Olimpiadi di Londra 1908 sorretto da due giudici di gara: per questo aiuto verrà poi squalificato e perderà la medaglia d'oro, ma riceverà comunque le lodi da parte degli spettatori, fra cui Arthur Conan Doyle che scriverà un appassionato articolo giornalistico celebrando il suo sforzo sportivo[1];
- 1911 – Hiram Bingham riscopre Machu Picchu, "la città perduta degli Inca";
- 1923
  - Il Trattato di Losanna, che definisce i confini della moderna Turchia, viene firmato in Svizzera da Grecia, Bulgaria e altre nazioni che combatterono la prima guerra mondiale;
  - Edoardo Agnelli è eletto presidente della Juventus: l'evento segna l'inizio del sodalizio pressoché ininterrotto fra la società calcistica e la famiglia Agnelli, il più antico e duraturo dello sport italiano;
- 1927 – Il memoriale di guerra di Menen viene inaugurato a Ypres;
- 1929 – Entra in vigore il Patto Kellogg-Briand, che sancisce la rinuncia alla guerra come strumento di politica estera; era stato firmato a Parigi il 27 agosto 1928 dalle principali potenze mondiali;
- 1940 – Seconda guerra mondiale: S.M.82 della Regia Aeronautica bombardano le installazioni petrolifere di Haifa, nella Palestina Britannica;
- 1943
  - Seconda guerra mondiale, inizia l'Operazione Gomorrah: aeroplani canadesi e britannici bombardano Amburgo di notte, quelli statunitensi di giorno; alla fine dell'operazione, in novembre, circa 9000 tonnellate di esplosivi avranno ucciso non meno di 30000 persone e distrutto almeno 280000 edifici;
  - Seduta segreta del Gran consiglio del fascismo in cui viene discusso l'Ordine del giorno Grandi che porta alle dimissioni di Benito Mussolini;
- 1949 – Fausto Coppi vince il Tour de France precedendo in classifica Gino Bartali; è il primo ciclista a fare l'accoppiata Giro-Tour nello stesso anno;
- 1956 – Dean Martin e Jerry Lewis interrompono il loro sodalizio artistico, che durava da dieci anni, con uno show d'addio presso il nightclub Copacabana di New York;
- 1959 – All'apertura dell'Esibizione nazionale americana a Mosca, il vicepresidente statunitense Richard Nixon e Nikita Chruščëv discutono amabilmente di cucina;
- 1965 – Guerra del Vietnam: quattro F-4C Phantom di scorta a una missione di bombardamento su Kang Chi diventano il bersaglio di missili antiaerei, nel primo attacco di questo tipo contro aerei americani nel corso di questa guerra: uno viene abbattuto e gli altri tre danneggiati;
- 1967 – Durante una visita ufficiale di Stato in Canada a Montréal, davanti a una folla di oltre 100000 persone il presidente francese Charles de Gaulle dichiara «Vive le Québec libre!»: la frase, ampiamente interpretata come un appoggio implicito all'indipendenza del Québec, provoca il risentimento del governo canadese e di tutti i canadesi anglofoni;
- 1969 – Programma Apollo: l'Apollo 11 ammara tranquillamente nell'oceano Pacifico;
- 1974 – Scandalo Watergate: la Corte suprema degli Stati Uniti d'America sentenzia all'unanimità che il presidente Richard Nixon non ha l'autorità per trattenere i nastri della Casa Bianca e gli intima di consegnarli al procuratore speciale che indaga sul caso;
- 1977 – In Italia, con l'emanazione del decreto del presidente della Repubblica 24/07/1977 n. 616, viene attuato per la prima volta un primo forte decentramento amministrativo con il passaggio di molti poteri e funzioni dallo Stato agli enti locali (Regioni e Comuni);
- 1985 – Esce nelle sale cinematografiche statunitensi il film Taron e la pentola magica, 25º Classico Disney; è il primo film animato Disney a fare uso di CGI, usato solo per animare una sfera di luce volante;
- 1991 – Il serial killer Jeffrey Dahmer, detto "il cannibale di Milwaukee", viene arrestato per omicidio, necrofilia e cannibalismo;
- 2002 – Alfred Moisiu diventa presidente dell'Albania;
- 2010 – A Duisburg durante la LoveParade muoiono 21 persone; in seguito al disastro gli organizzatori annunceranno che si sarebbe trattata dell'ultima edizione;
- 2019 – Boris Johnson diventa primo ministro del Regno Unito.

## Nati
Ci sono circa 1 120 voci su persone nate il 24 luglio; vedi la pagina Nati il 24 luglio per un elenco descrittivo o la categoria Nati il 24 luglio per un indice alfabetico.

## Morti
Ci sono circa 430 voci su persone morte il 24 luglio; vedi la pagina Morti il 24 luglio per un elenco descrittivo o la categoria Morti il 24 luglio per un indice alfabetico.

## Feste e ricorrenze

### Civili
Nazionali:
- Ecuador - Giorno di Simón Bolívar
- Vanuatu - Giorno dei bambini
- Venezuela - Nascita del Libertador (Giorno di Simón Bolívar)

### Religiose
Cristianesimo:
- San Baldovino da Rieti (Balduino), abate
- Santi Boris e Gleb, martiri
- Santa Cristina di Bolsena, vergine e martire
- San Charbel Makhlouf, sacerdote
- San Declano, vescovo
- Sant'Eufrasia eremita in Tebaide
- San Fantino il Vecchio (o il Taumaturgo)
- San Giovanni Boste, sacerdote e martire
- San Giuseppe Fernández, sacerdote domenicano, martire
- Santa Kinga di Polonia, regina
- Santi Magi d'Oriente, adoratori di Gesù Bambino
- Sante Niceta e Aquilina, martiri in Licia
- Santa Sigolena, religiosa
- San Vittorino di Amiterno, vescovo e martire
- Beato Antonio Torriani (Della Torre) da L'Aquila
- Beato Candido Castan San José, martire
- Beato Cecilio Vega Domínguez, suddiacono, religioso e martire
- Beata Cristina l'Ammirabile, religiosa
- Beato Cristoforo di Santa Caterina (Cristóbal Fernández de Valladolid), sacerdote, fondatore delle Suore ospedaliere di Gesù Nazareno
- Beato Diego Martínez, protomartire del Perù
- Beato Donato da Urbino, francescano
- Beato Emanuele Gutiérrez Martín, suddiacono, religioso e martire
- Beato Francesco Polvorinos Gómez, religioso e martire
- Beato Giovanni Antonio Pérez Mayo, sacerdote e martire
- Beato Giovanni Pietro del Cotillo Fernández, religioso e martire
- Beato Giovanni Solorzano, protomartire dell'America
- Beato Giovanni Tavelli, vescovo
- Beato Giuseppe Lambton, martire
- Beato Giusto Gil Pardo, religioso e martire
- Beato Giusto González Lorente, religioso e martire
- Beato Javier Bordas Piferer, sacerdote salesiano e martire
- Beato José Máximo Moro Briz, sacerdote e martire
- Beata Ludovica di Savoia, principessa, clarissa
- Beati Luigi di San Michele dei Santi (Luis de Erdoiza y Zamalloa) e 3 compagni, martiri trinitari
- Beata Maria degli Angeli di San Giuseppe (Marciana Valtierra Tordesillas), carmelitana, martire
- Beata Maria Pilar di San Francesco Borgia (Jacoba Martínez García), carmelitana, martire
- Beate Martiri spagnole carmelitane scalze di Guadalajara
- Beata Mercedes Prat (Mercedes del Sacro Cuore), martire
- Beato Modestino di Gesù e Maria (Domenico Mazzarella), francescano
- Beati Nicolao Garlick, Robert Ludlam e Riccardo Simpson, martiri
- Beato Paolo Yi Do-gi, martire
- Beato Pasquale Alaez Medina, religioso e martire
- Beato Pietro de Barellis, cardinale
- Beata Teresa del Bambino Gesù e di San Giovanni della Croce (Eusebia Garcia), carmelitana, martire

Dievturiba:
- Jekaupa Diena (Jacob's Day) (inizio della mietitura)

Wicca:
- 2006 - Luna del raccolto